# Курія Калабра
Курія Калабра була релігійною станцією або храмом, використовуваним для ритуального спостереження молодого місяця в Стародавньому Римі. Хоча його точне місцезнаходження невідоме, швидше за все, це була огорожа без даху перед авгуралом ( auguraculum ) на південно-західному фланзі Area Capitolina, території Храму Капітолійського Юпітера. Сервій ототожнює Курію Калабру з Casa Romuli («Хатина Ромула») на Капітолії,  але Макробій має на увазі, що вона прилягала до Каси. 
Римський календар спочатку був місячним. У календи, або першого дня кожного місяця, малий понтифік займав курію Калабру, щоб дочекатися нового місяця. Потім Rex Sacrificulus і понтифік здійснили res divina (релігійне служіння) і жертвоприношення на честь Юнони, тому  римський народ був скликаний до зборів (in comitia calata ). Як і calata, назва Calabra, ймовірно, походить від calare, що означає «закликати» або «проголошувати». 